# Georg Åberg (friidrottare)
Nils Georg Åberg, född 20 januari 1893 i Hellestad,  död 18 augusti 1946 i Engelbrekts församling i Stockholm, var en svensk friidrottare (längdhopp och trestegshopp). Han tävlade under sin idrottskarriär för IFK Norrköping utom 1913–1914 då han tävlade för Örgryte IS.
Han utsågs 1928 retroaktivt till Stor grabb nummer 15 i friidrott. Åberg är begraven på Norra begravningsplatsen utanför Stockholm.

## Karriär
Den 13 juli 1912 deltog Åberg vid OS i Stockholm där han med resultatet 7,18 i längdhopp dels tog brons, dels förbättrade Knut Stenborgs svenska rekord i längdhopp (6,91) och blev därmed även förste svensk över 7 meter. Rekordet behöll han till 1918 då William Pettersson förbättrade det med 2 cm. Under OS vann han även en silvermedalj i tresteg med 14,51. Samma år vann han även SM i längdhopp, på 7,15.
Även 1913 vann han SM i längd, denna gång på 6,70.
År 1915 vann han SM i längdhopp en tredje gång, med resultatet 6,89.
År 1916 deltog Åberg i Svenska Spelen och vann då i längdhopp på 6,98.